# Livingston megye (Illinois)
Livingston megye az Amerikai Egyesült Államokban, azon belül Illinois államban található. Megyeszékhelye és legnagyobb városa Pontiac. Lakosainak száma 35 815 fő (2020. április 1.).

## Szomszédos megyék
- LaSalle megye (északnyugat)
- Grundy megye (észak)
- Kankakee megye (északkelet)
- Ford megye (délkelet)
- McLean megye (délnyugat)
- Woodford megye (nyugat)

## Népesség
A megye népességének változása:
| Lakosok száma | 38 850 | 38 822 | 38 525 | 38 186 | 36 671 | 35 815 |
|               | 2010   | 2011   | 2012   | 2013   | 2015   | 2020   |